# وزارة الداخلية (سنغافورة)
وزارة الشؤون الداخلية (بالملايوية: Kementerian Ehwal Dalam Negeri)‏؛ (بالصينية: 内政部)؛ (بالتاميلية: உள்துறை அமைச்சு)‏، يشار إليها أحيانًا باسم الفريق المحلي، هي وزارة تابعة لحكومة سنغافورة مسؤولة عن الإشراف على الأمن القومي والأمن العام والدفاع المدني ومراقبة الحدود والهجرة في سنغافورة. تأسست الوزارة في عام 1959 عندما حصلت سنغافورة على الحكم الذاتي.

## وصلات خارجية
- الموقع الرسمي